# Wilhelm Lehmann

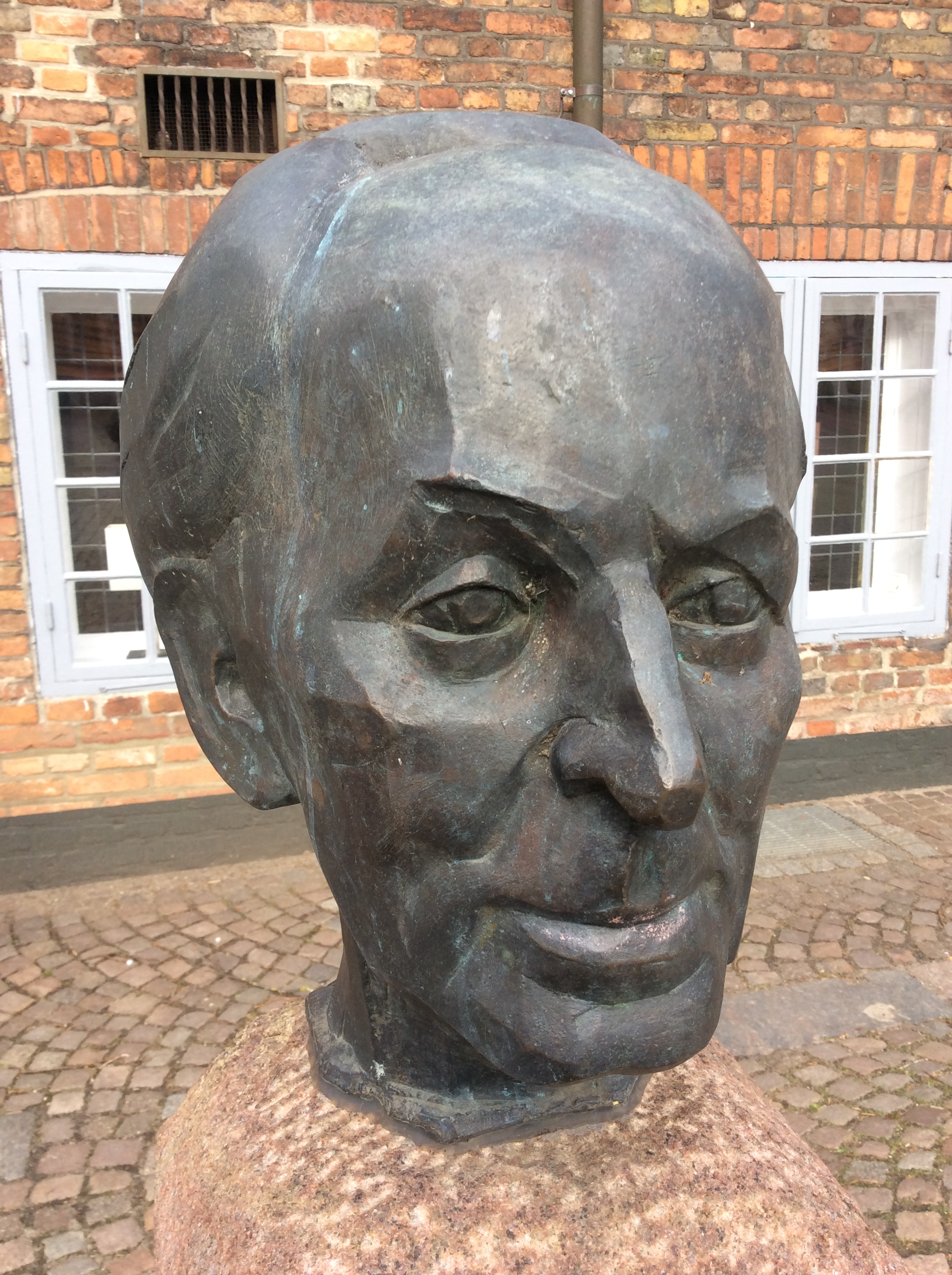
Byst av Lehmann.

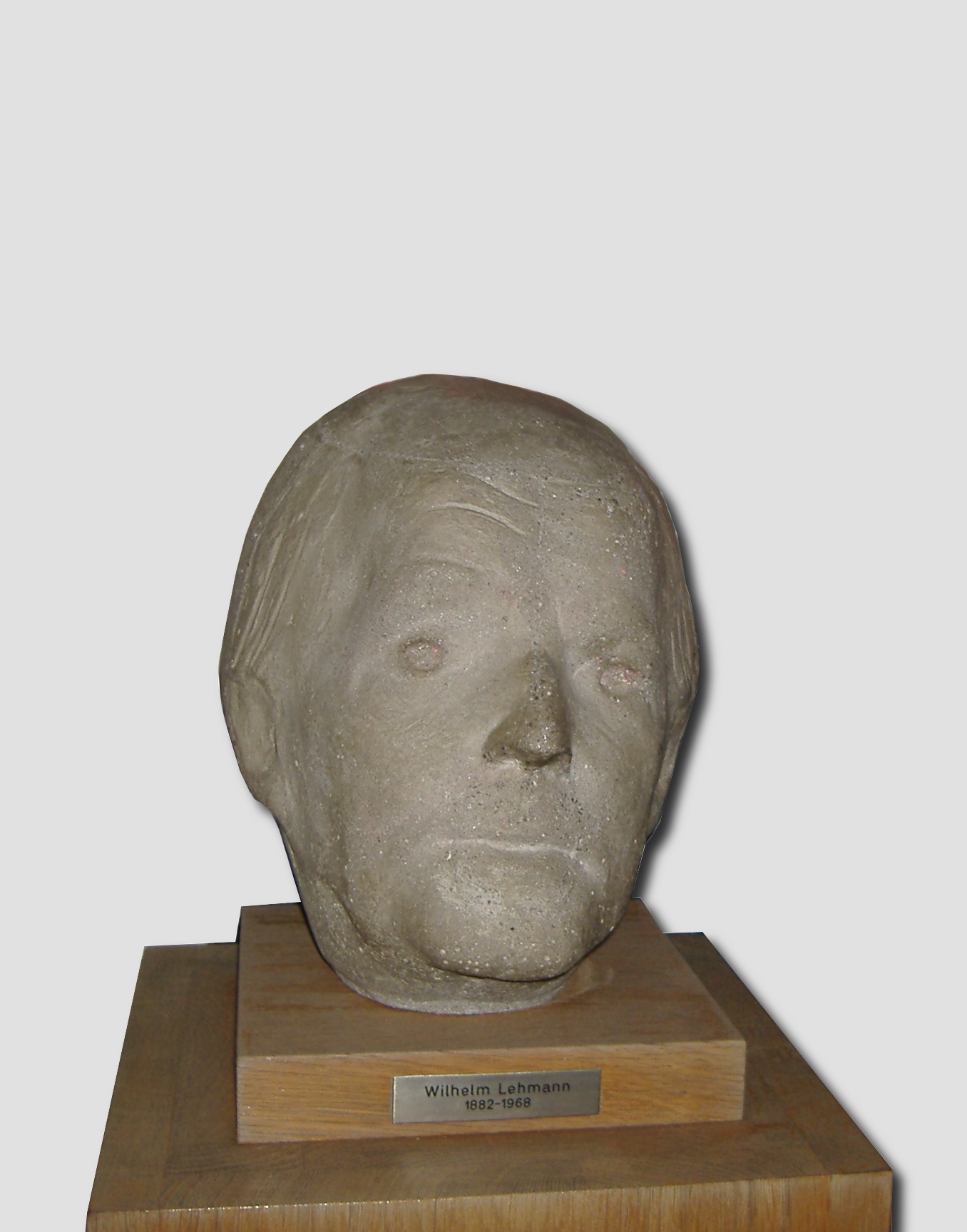
Byst av Lehmann.

Wilhelm Lehmann, född den 4 maj 1882 i Puerto Cabello, Venezuela, död den 17 november 1968 i Eckernförde, var en tysk lärare och författare.

## Biografi
Lehmann, son till en köpman från Lübeck, var född i Venezuela men växte upp i Wandsbek då en stad nära Hamburg. Han studerade i Tübingen, Strasbourg och Berlin där han grundade en livslång vänskap med Moritz Heimann och Oskar Loerke.
Efter att ha avlagt examen för behörighet som gymnasielärare, arbetade han som lärare i Kiel, Neumünster, Wickersdorf och Minden.
Under första världskriget inkallades Lehmann 1917 till infanteriet och hamnade i brittisk fångenskap från september 1918 till oktober 1919. Om hans svåra upplevelser under kriget handlar hans roman Der Überläufer som han skrev 1925 – 27, men som publicerades först 1962, främst på grund av en kontroversiell fråga om ”desertering”.
Lehmann var också en lyriker och en observant naturmystiker, med en klassiskt behärskad berättarform. Hans samlingsvolym Meine Gedichtbücher gavs ut 1957.

## Utmärkelser
Lehmann erhöll flera utmärkelser för sina uppskattade arbeten. Han tilldelades Kleistpriset 1923 och erhöll Schiller-Gedächtnispreis 1959. Efter år 1945 valdes han in i Deutschen Akademie für Sprache und Dichtung, Bayerischen Akademe der Schönen Künste och Akademie der Wissenschaften und der Literatur Mainz samt i PEN-klubben.